# Héribrand II de Hierges
 (signalé en mai 2025).
Si vous disposez d'ouvrages ou d'articles de référence ou si vous connaissez des sites web de qualité traitant du thème abordé ici, merci de compléter l'article en donnant les références utiles à sa vérifiabilité et en les liant à la section « Notes et références ».
- Archive Wikiwix
- Bing
- Cairn
- DuckDuckGo
- E. Universalis
- Gallica
- Google
- G. Books
- G. News
- G. Scholar
- Persée
- Qwant
- (zh) Baidu
- (ru) Yandex
- (wd) trouver des œuvres sur Wikidata

Héribrand II de Hierges, seigneur de Hierges mort en 1117, était fils de Héribrand Ier de Saussure, seigneur de Hierges et de Hedwige d'Orchimont.
Il épousa Hodierne de Rethel, sœur du roi Baudouin II de Jérusalem et eut un fils, Manassès, qui fut connétable du royaume de Jérusalem de 1144 à 1152.